# High Times: Singles 1992–2006
High Times: Singles 1992—2006 — сборник синглов британской группы Jamiroquai, выпущенный лейблом Sony BMG в ноябре 2006 года.
Альбом включает в себя хиты разных лет и две новые песни: «Runaway» и «Radio». Этим альбомом группа закрывала свои обязательства перед Sony BMG.

## Продвижение
High Times: Singles получил сильную поддержку, представлявшую его как альбом «Greatest hits». Рекламные постеры были обнаружены в нескольких городах, также состоялось несколько выступлений в поддержку этого диска, одно из которых состоялось в Лондонском Джаз Кафе и стало первым выступлением группы за несколько лет с использованием духовых инструментов. В интернете особый упор был сделан на сервисе Yahoo! Answers, и соревновании, победитель которого получал MP3 плеер с новым альбомом.

## Коммерческий успех
После выпуска, альбом занял первое место в хит-параде альбомов BBC Radio 1, также заняв 5 место в Италии и 1 место в Японии, ему удалось достигнуть вершины UK Album Chart. Большинство песен вышло отдельными синглами.

## Список композиций

### Диск 1
1. «When You Gonna Learn» (3:49)
2. «Too Young to Die» (3:23)
3. «Blow Your Mind» (3:56)
4. «Emergency on Planet Earth» (3:37)
5. «Space Cowboy» (3:37)
6. «Virtual Insanity» (3:49)
7. «Cosmic Girl» (3:47)
8. «Alright» (3:42)
9. «High Times» (4:10)
10. «Deeper Underground» (4:46)
11. «Canned Heat» (3:48)
12. «Little L» (3:59)
13. «Love Foolosophy» (3:47)
14. «Corner of the Earth» (3:56)
15. «Feels Just Like It Should» (4:33)
16. «Seven Days in Sunny June» (4:02)
17. «(Don't) Give Hate a Chance» (3:51)
18. «Runaway» (3:46)
19. «Radio» (4:12)

### Диск 2
Доступно в делюксовом издании.
1. «Emergency on Planet Earth (Masters At Work remix)» (7:10)
2. «Space Cowboy (David Morales remix)» (7:52)
3. «Love Foolosophy (Knee Deep mix)» (8:27)
4. «Little L (Bob Sinclar mix)» (7:24)
5. «Cosmic Girl (Tom Belton mix)» (7:46)
6. «Dynamite (Phil Asher remix)» (7:40)
7. «Seven Days in Sunny June (Ashley Beedle remix)» (7:54)
8. «Virtual Insanity (Salaam Remi remix)» (5:41)
9. «You Give Me Something (Blacksmith R&B mix)» (4:02)
10. «Supersonic (Restless Souls/Phil Asher remix)» (8:26)
11. «Love Foolosophy (Mondo Grosso Love Acoustic Mix)»* (4:43)

*Японские бонус треки

### Бонусный DVD
Доступно только в японском комбинированном издании.
1. «Too Young to Die»
2. «Emergency on Planet Earth»
3. «Space Cowboy»
4. «Half the Man»
5. «Virtual Insanity»
6. «Cosmic Girl»
7. «Deeper Underground»
8. «Canned Heat»
9. «Little L»
10. «Love Foolosophy»
11. «Feels Just Like It Should»
12. «Seven Days in Sunny June»
13. «Runaway»

## High Times: Singles 1992—2006 DVD
1. «When You Gonna Learn»
2. «Too Young to Die»
3. «Blow Your Mind»
4. «Emergency On Planet Earth»
5. «If I Like It, I Do It»
6. «Space Cowboy»
7. «Half the Man»
8. «Light Years»
9. «Stillness in Time»
10. «Virtual Insanity»
11. «Cosmic Girl»
12. «Alright»
13. «High Times»
14. «Deeper Underground»
15. «Canned Heat»
16. «Supersonic»
17. «King for a Day»
18. «Black Capricorn Day»
  - not actually listed on the package
19. «Little L»
20. «You Give Me Something»
21. «Love Foolosophy»
22. «Corner of the Earth»
23. «Feels Just Like It Should»
24. «Seven Days in Sunny June»
25. «(Don’t) Give Hate a Chance»

Bonus Material:
- Making of «Little L»
- 4 x 8 mins clips from Charlie Lightning
- Charlie Lightning Mini-Film